# جری باتلر (بازیگر پورنوگرافی)
جری باتلر (انگلیسی: Jerry Butler؛ زاده ۱۳ مهٔ ۱۹۵۹) بازیگر پورنوگرافی آمریکایی بود. حرفه وی از ۱۹۸۱ تا ۱۹۹۳ به طول انجامید و در این مدت در بیش از پانصد فیلم نقش داشت.